# WARNING (迷你專輯)
《WARNING》是韓國歌手宣美的第二張韓語迷你專輯，由MakeUS娛樂於2018年9月4日發行，此為宣美自2014年發行《Full Moon》後的首張個人作品，專輯以〈Gashina〉作為首支主打曲先行發布，並在專輯發行後舉辦首輪巡演《SUNMI THE 1ST WORLD TOUR WARNING》。

## 發行背景
在Wonder Girls解散及與JYP娛樂結束合約後，宣美發表了自己的第三首單曲Gashina，該曲在商業表現上獲得巨大的成功，並在Gaon数字榜名列前茅，截至2017年12月，數位單曲的下載量超過110萬次。第四支單曲Heroine也隨之於2018年1月18日發布，並在Gaon数字榜獲得排名第二的成績。這兩首單曲皆是宣美與YG娛樂旗下品牌THE BLΛƆK LABEL合作 。
有媒體消息在2018年7月11日稱宣美正在準備新專輯回歸樂壇，宣美的經紀公司MakeUS娛樂回應媒體指宣美確實在該年9月準備回歸，隨後在同年8月20日於推特公佈了新專輯《WARNING》的首張預告片，並預告發表日為9月4日。MakeUS娛樂在8月26日透過各個社交平台上傳了《WARNING》的曲目表，單曲Siren作為《WARNING》的專輯主打曲一同在9月4日發表並公布音樂錄影帶，隨後該曲登上Gaon数字榜的榜首，使《WARNING》成為宣美的第二張奪冠專輯，為了獲得更多對專輯的支持，宣美在專輯發布後舉辦首輪巡演《SUNMI THE 1ST WORLD TOUR WARNING》。

## 專業評價
專輯獲得樂評好評。《Bravo》稱其為「2018年10張最佳K-POP專輯」第3。《告示牌》將其選為「2018年20張最佳K-POP專輯：樂評精選」第3，編輯C.K.認為宣美一改大眾對其的看法，正如序曲〈ADDICT〉的歌詞，宣美顯現了「誰在主導一切」。MTV也對〈ADDICT〉讚譽有加，並評選為「2018年18張K-pop最佳B-sides」第8。

## 曲目列表
| 曲序     | 曲目                      |                     | 作曲                | 编曲         | 时长  |
| -------- | ------------------------- | ------------------- | ------------------- | ------------ | ----- |
| 1.       | Addict                    |                     | 宣美、FRANTS        | FRANTS       | 1:52  |
| 2.       | Siren（사이렌）           |                     | 宣美、FRANTS        | FRANTS       | 3:19  |
| 3.       | Curve（곡선）             |                     | Kriz、TOMOKA IDA    | TOMOKA IDA   | 3:37  |
| 4.       | Black Pearl               |                     | 宣美、FRANTS        | FRANTS       | 3:19  |
| 5.       | Gashina（가시나）         | Teddy、Joe Rhee、24 | Teddy、Joe Rhee、24 | Joe Rhee、24 | 3:00  |
| 6.       | Heroine（주인공）         | Teddy               | Teddy、24           | 24           | 3:15  |
| 7.       | Secret Tape（비밀테이프） |                     | 宣美、FRANTS        | FRANTS       | 3:12  |
| 总时长： | 总时长：                  | 总时长：            | 总时长：            | 总时长：     | 19:59 |

## 排行和銷量認證
| 排行榜（2012年）   | 最高 排名 |
| ------------------ | --------- |
| 韓國（Gaon專輯榜） | 9         |

| 排行榜（2012年）   | 最高 排名 |
| ------------------ | --------- |
| 韓國（Gaon專輯榜） | 19        |

| 國家或地區   | 認證 | 認證單位/銷量 |
| ------------ | ---- | ------------- |
| 韓國（實體） |      | 10,455        |